# Lost Planet 3
Lost Planet 3 è uno sparatutto in terza persona sviluppato da Spark Unlimited e pubblicato da Capcom per PlayStation 3, Microsoft Windows e Xbox 360. Il gioco è il prequel di Lost Planet: Extreme Condition e Lost Planet 2, si svolge sullo stesso pianeta di EDN III anche se prima degli eventi dei primi due giochi. Il gioco ha un approccio narrativo più story-driven per la campagna simile al primo gioco. A differenza dei giochi precedenti della serie, che sono stati sviluppati internamente da Capcom, è stato sviluppato esternamente da Spark Unlimited.

## Trama
Mandato sul pianeta E.D.N. III dalla mega corporazione Neo-Venus Construction durante la fase di colonizzazione, Jim Peyton deve svolgere faticosi e pericolosi lavori per racimolare più soldi possibili. Soldi che poi deve mandare sulla Terra, alla propria famiglia. Il lavoro offertogli dalla compagnia stellare gli sembra letteralmente una manna dal cielo. Ma scoprirà presto che c'era un motivo per cui quel posto era vacante: micidiali tempeste flagellano la superficie ghiacciata del pianeta, abitata da sconosciute razze aliene tanto numerose quanto mortali. Nemmeno il clima è dei migliori: rigido come non mai, rende spesso le attrezzature inutilizzabili, mantenendo sempre alta la possibilità di congelamento. Jim dovrà affrontare situazioni inattese e pericolose, tutto per la famiglia.

## Doppiaggio
| Personaggio          | Doppiatore           |
| -------------------- | -------------------- |
| Jim Peyton           | Alessio Cigliano     |
| Grace Peyton         | Sabrina Duranti      |
| Gale Olden           | Flavio Aquilone      |
| Phil Braddock        | Saverio Indrio       |
| Soichi Katsuragi     | Gualtiero Cannarsi   |
| Mira Katsuragi       | Benedetta Ponticelli |
| dott. Kendrick Kovac | Franco Mannella      |
| dott. Bonnie Roman   | Claudia Razzi        |
| col. Caleb Isenberg  | Gaetano Varcasia     |